# Монтвани, Ален
Ален-Кумар Монтвани Марина (кат. Alain-Kumar Montwani Marina; род. 12 января 1984, Андорра-ла-Велья) — андоррский футболист, нападающий. Выступал за национальную сборную Андорры.

## Клубная карьера
За свою карьеру выступал за клубы «Андорра» из Андорра-ла-Вельи, которая играла в низших дивизионах Испании и «Санта-Колому» из чемпионата Андорры. С 2013 года по 2014 являлся игроком «Интера» из Эскальдеса, одновременно являясь главным тренером команды.
В 2015 году тренировал детскую команду до 11 лет. В настоящее время работает в детской футзальной команде «Санта-Коломы». С 2014 года являлся тренером в детской команде ЭНАФ. С 2016 года является тренером детской команды «Санта-Коломы».

## Карьера в сборной
В октябре 2001 года принял участие в трёх играх сборной Андорры до 19 лет в отборочном турнире к чемпионату Европы 2002. Монтвани сыграл против Чехии, Исландии и Украины. Во всех играх андоррцы проиграли и заняли последнее место в своей группе.
Впервые в стан национальной сборной Андорры был вызван главным тренером Давидом Родриго в октябре 2002 года на матчи квалификации чемпионата Европы 2004 против Бельгии и Болгарии. В обеих встречах Монтвани участия не принял. В составе сборной Монтвани дебютировал 2 апреля 2003 года в матче против Хорватии (0:2). Монтвани вышел в конце игры вместо капитана Эмилиано Гонсалеса. Эта игра стала для Алена единственной в футболке сборной Андорры.